# Tangermünde
Tangermünde est une ville du nord de la Saxe-Anhalt, arrosée par l’Elbe. Cette ville touristique, réputée pour son caractère profondément médiéval, est aujourd'hui rattachée à l’Arrondissement de Stendal.

## Géographie
Tangermünde se trouve sur un plateau du sud-est de Stendal, vestige d'une moraine glaciaire, surplombant en rive gauche la confluence de l'Elbe et du Tanger, d'où le nom de la ville. Grâce à cette situation en hauteur, le centre historique, autour de l’église Saint-Étienne et du château fort, est protégé des crues. Tangermünde est réputée pour le pittoresque de son centre-ville médiéval parfaitement préservé, avec ses maisons à colombages, ses édifices et ses fortifications en brique, ainsi que son château fort toujours intact.

### Quartiers
Outre les quartiers urbains de Kehrs-Ziegelei et de Pappelhof, les communes suivantes ont été annexées au 1er janvier 2010 à Tangermünde :
- Bölsdorf, comprenant les quartiers de Bölsdorf et de Köckte
- Buch
- Grobleben
- Hämerten
- Langensalzwedel
- Miltern
- Storkau, comprenant les quartiers de Storkau et de Billberge

## Histoire
Le château fort de Tangermünde est évoqué pour la première fois en 1009 sous la plume du chroniqueur Dithmar. La première mention officielle de la ville ne remonte cependant qu'à l'année 1275. Sa position, au sommet d'un plateau dominant la confluence de l'Elbe, en fit naturellement un octroi et une capitale : le château fut le premier palais des margraves de la Marche de Brandebourg.
Au XIVe siècle, plus précisément entre 1373 et 1378, Tangermünde fut la seconde capitale de l’empereur Charles IV, destinée au gouvernement des provinces du Nord. Le vieux château devint sous son règne un palais royal. À la mort de l’empereur Charles IV, la Marche de Brandebourg connut une période de troubles jusqu'à l'avènement de la Maison de Hohenzollern, choisie en 1415 par l’ empereur Sigismond comme margraves et prince-électeurs, avec résidence à Tangermünde.
Le XVe siècle fut un âge d'or de cette ville hanséatique : il vit la construction des portes de la ville et de l'Hôtel de ville dans le style Gothique de brique. On reconstruisit l’église Saint-Étienne comme une église-halle gothique. Par décret de l'électeur Jean Cicéron de Brandebourg, la ville, au terme de la praguerie de 1488 motivée par le refus d'une nouvelle taxe sur la bière (1488), perdit ses privilèges. Le palais des margraves fut transféré définitivement à Cölln.
Le 13 septembre 1617, un incendie réduit la ville en cendres : cet incendie, d'origine criminelle, est imputé à une orpheline spoliée, Grete Minde. Condamnée à mort, elle est brûlée vive en 1619. Cette histoire a inspiré au romancier du terroir Theodor Fontane son roman éponyme, Grete Minde (1880).

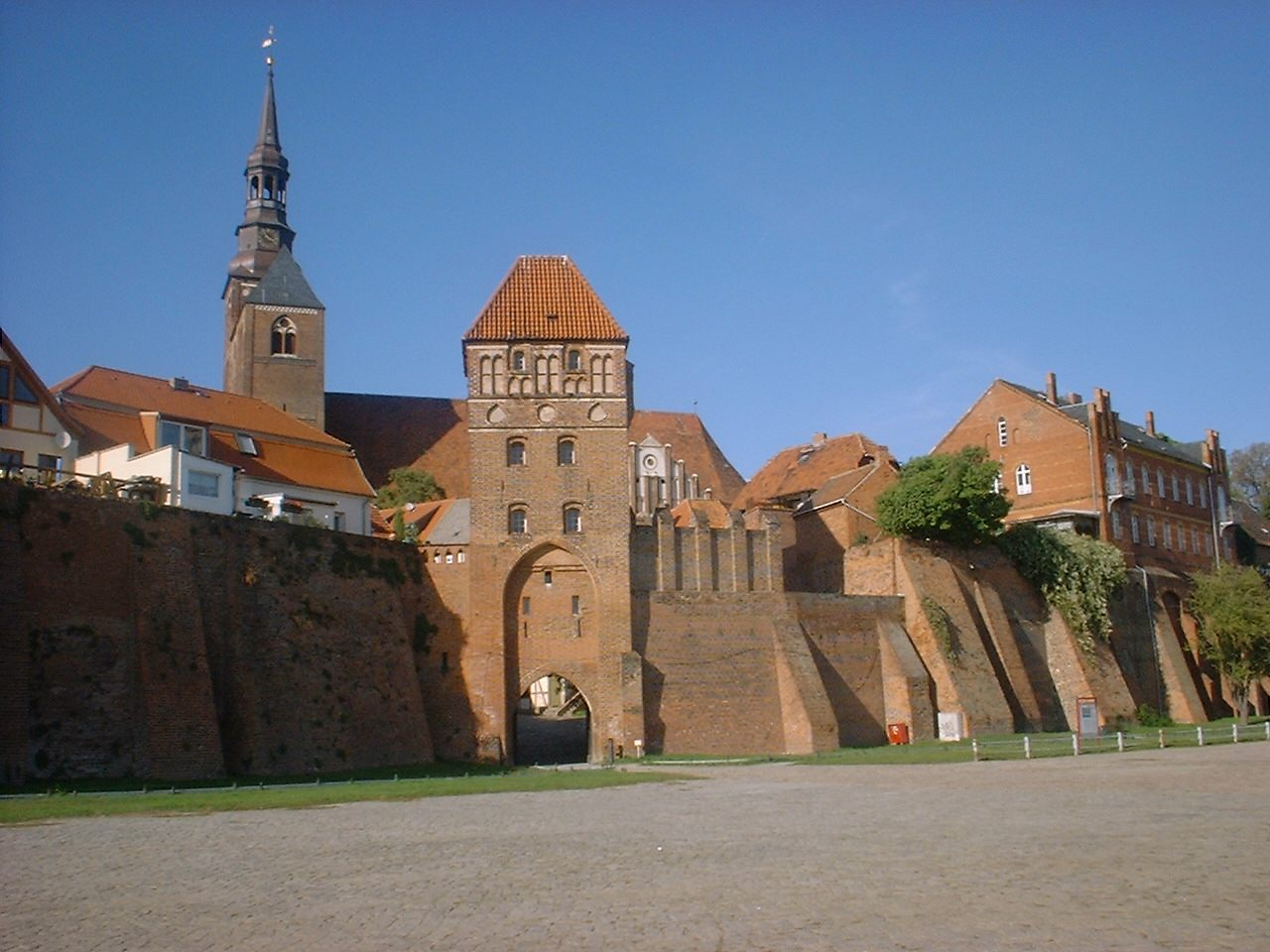
La Porte de l'Elbe et l’église Saint-Étienne.

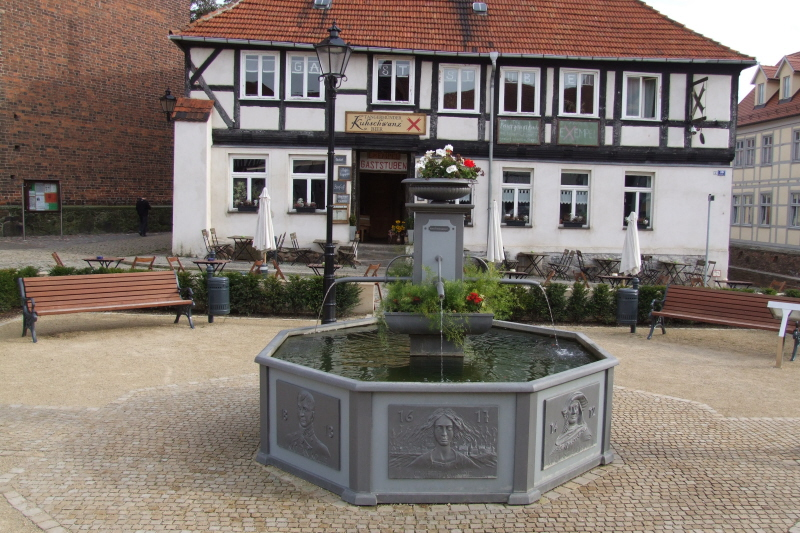
La fontaine face au porche de l'église Saint-Étienne.

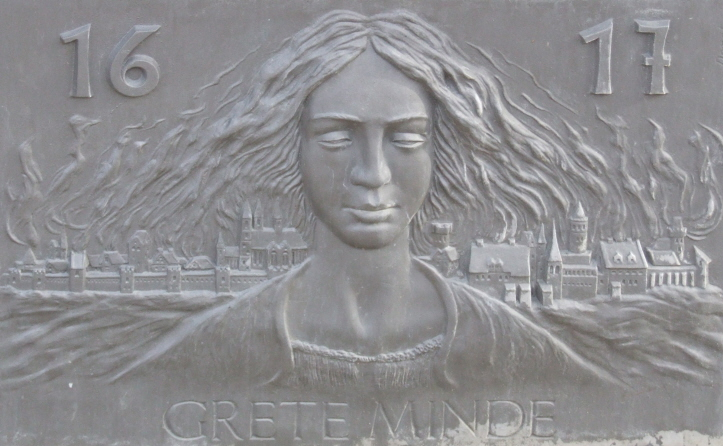
Détail : effigie de Grete Minde sur la fontaine.

Plusieurs vieilles maisons à colombages, avec leur porte ouvragée, survécurent cependant à ce grand incendie. En revanche, les affres de la guerre de Trente Ans firent perdre à la ville sa fonction d'octroi, et elle tomba désormais au rang de ville de province.
Au terme de la Paix de Tilsit, la ville fut rattachée de 1807 à 1813 au Royaume de Westphalie. La Révolution industrielle provoqua la croissance des faubourgs nord, avec l'arrivée d'une population ouvrière et l'implantation de nouvelles usines. Mais contrairement à d'autres villes d'Allemagne, le centre historique conserva ses fortifications intactes, celles-ci servant aussi, cela dit, de mur de soutènement aux coteaux abrupts surplombant l'Elbe.
En août 1933, au début du Troisième Reich, 100 membres des syndicats ouvriers furent traînés dans le hall de l'Hôtel de Ville et molestés par des SA : un militant communiste y succomba des suites de ses blessures.
La Seconde Guerre mondiale épargna quasiment le centre-ville : seules quelques maisons médiévales tombèrent sous les coups de l’artillerie américaine ; mais le nouveau pont sur l'Elbe, inauguré en 1933, fut détruit au mois d'avril 1945 : cela empêcha les débris de la IXe et de la XIIe Armée (corps d'armée Wenck), fuyant Berlin, de rallier le front ouest.
Sous le gouvernement de la RDA, le centre-ville historique conserva son caractère médiéval : malgré l'absence de réparation des édifices anciens, les monuments furent épargnés par la reconstruction. Avec la Perestroïkae, la ville put entreprendre les premiers travaux de restauration. La fontaine du parvis de l'église, inaugurée en 2006, aura été le point d'orgue de cette revitalisation. Sept des huit panneaux gravés ornant la fontaine, œuvre de Karolin Donst, célèbrent des personnalités et des événements marquants de l'histoire de la ville.

## Politique

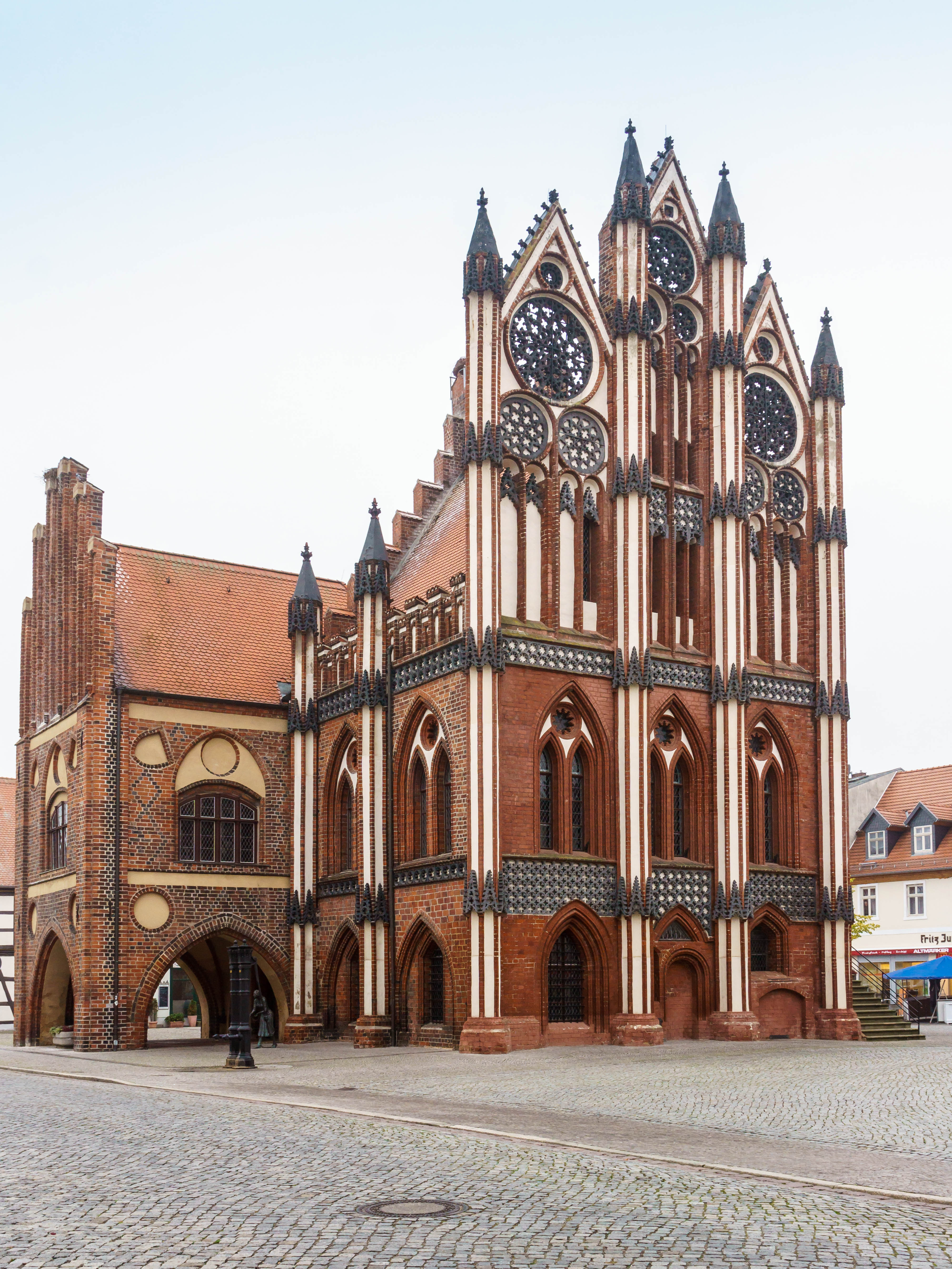
L'hôtel de ville historique de Tangermünde

### Le conseil municipal
Le conseil municipal de Tangermünde comprend 20 conseillers autour du bourgmestre.
- CDU : 9 sièges
- LINKE : 4 sièges
- SPD : 3 sièges
- FDP: 2 sièges
- Wählergruppe: 1 siège
- Einzelbewerber: 1 siège

(Source: Élections municipales du 7 juin 2009)

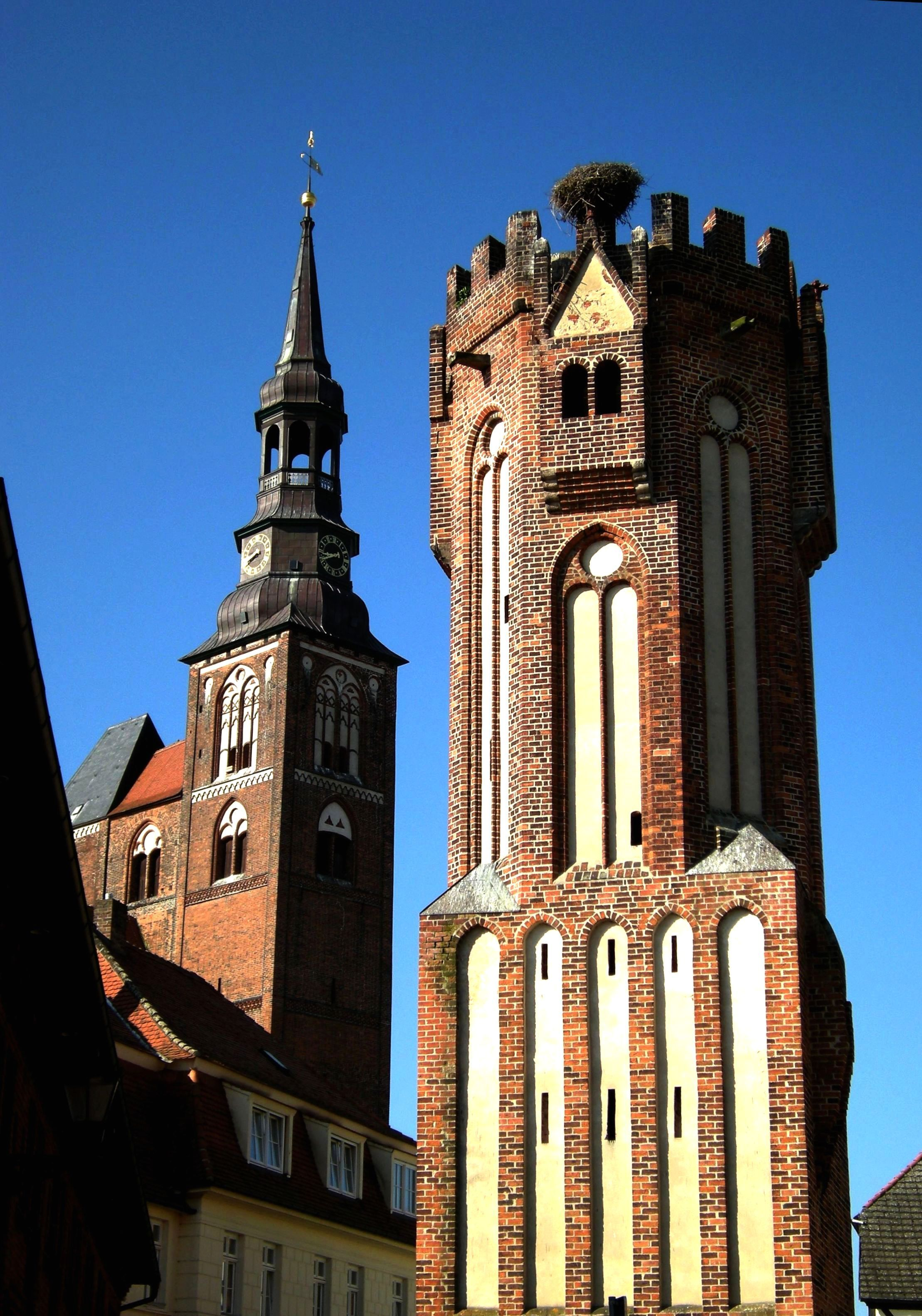
La tour aux Chouettes, avec l’église Saint-Étienne à l’arrière-plan.

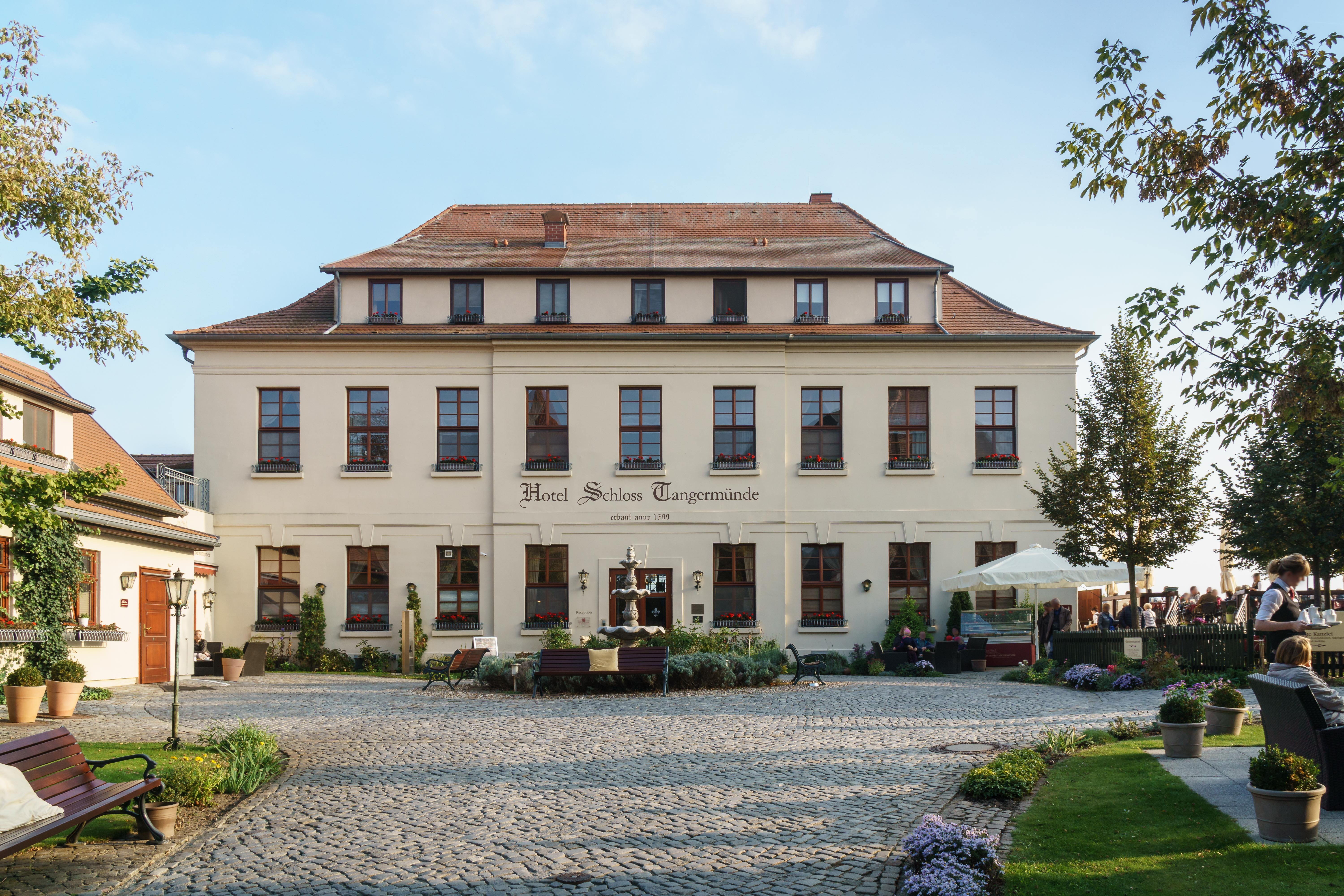
Le château(-hôtel)

### Jumelage
Tangermünde est jumelée avec Lich (en Hesse), Minden en Rhénanie-du-Nord-Westphalie, Tavarnelle Val di Pesa en Italie et Wissembourg en Alsace.

## Culture et tourisme

### Monuments

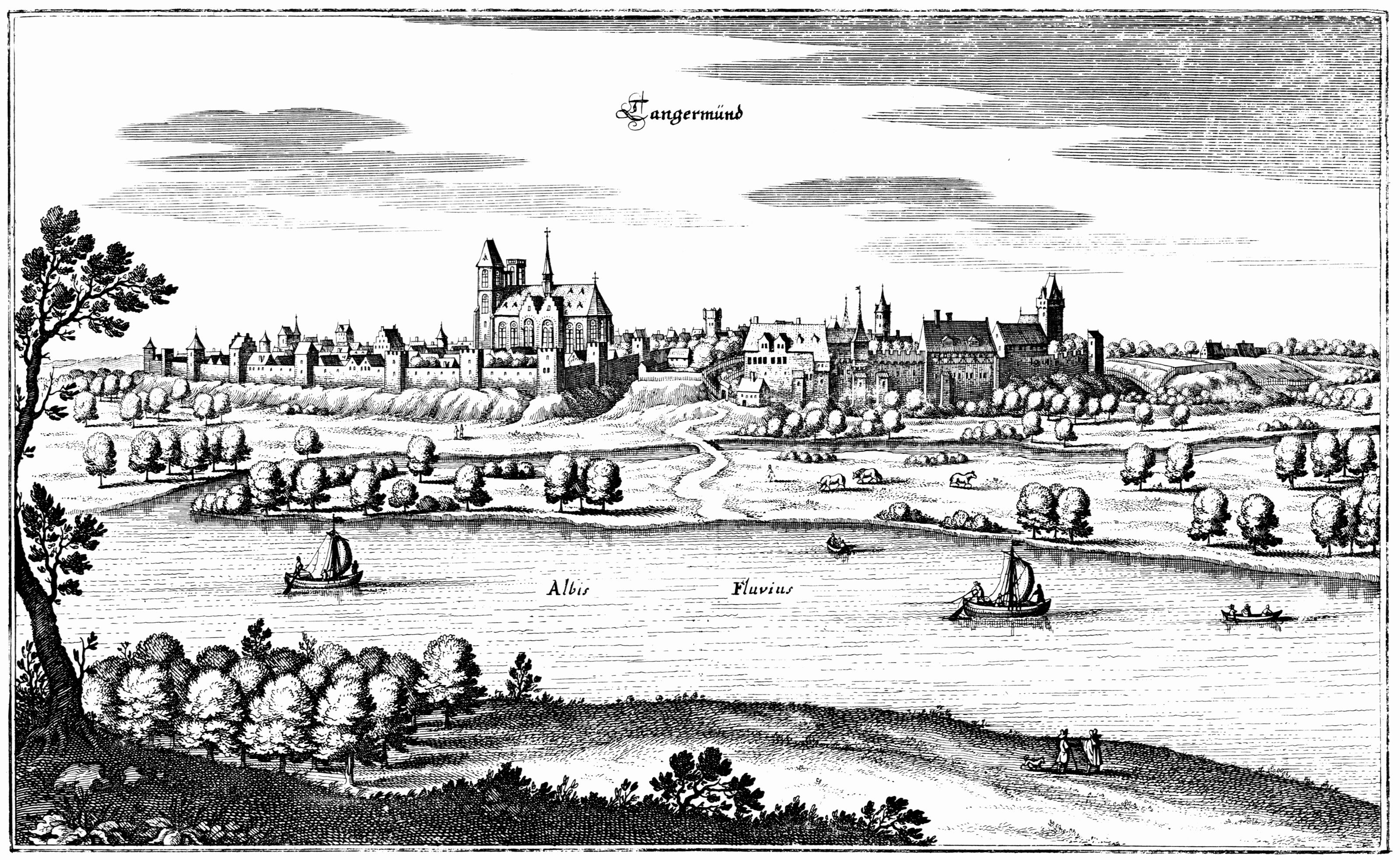
Tangermünde vers 1650

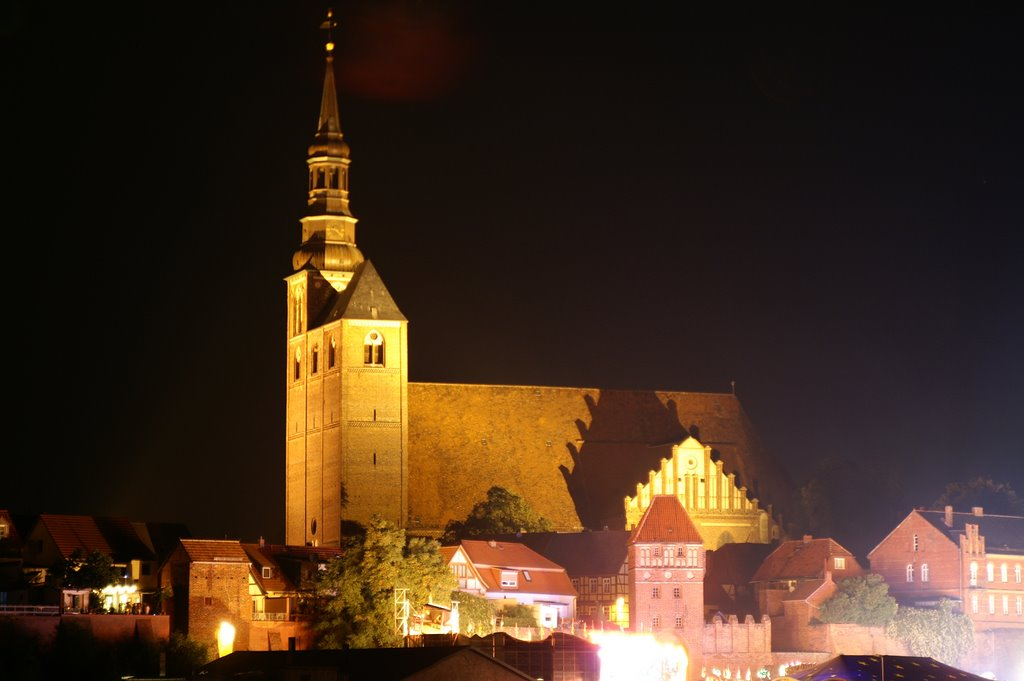
L'église Saint-Étienne de nuit (2005)

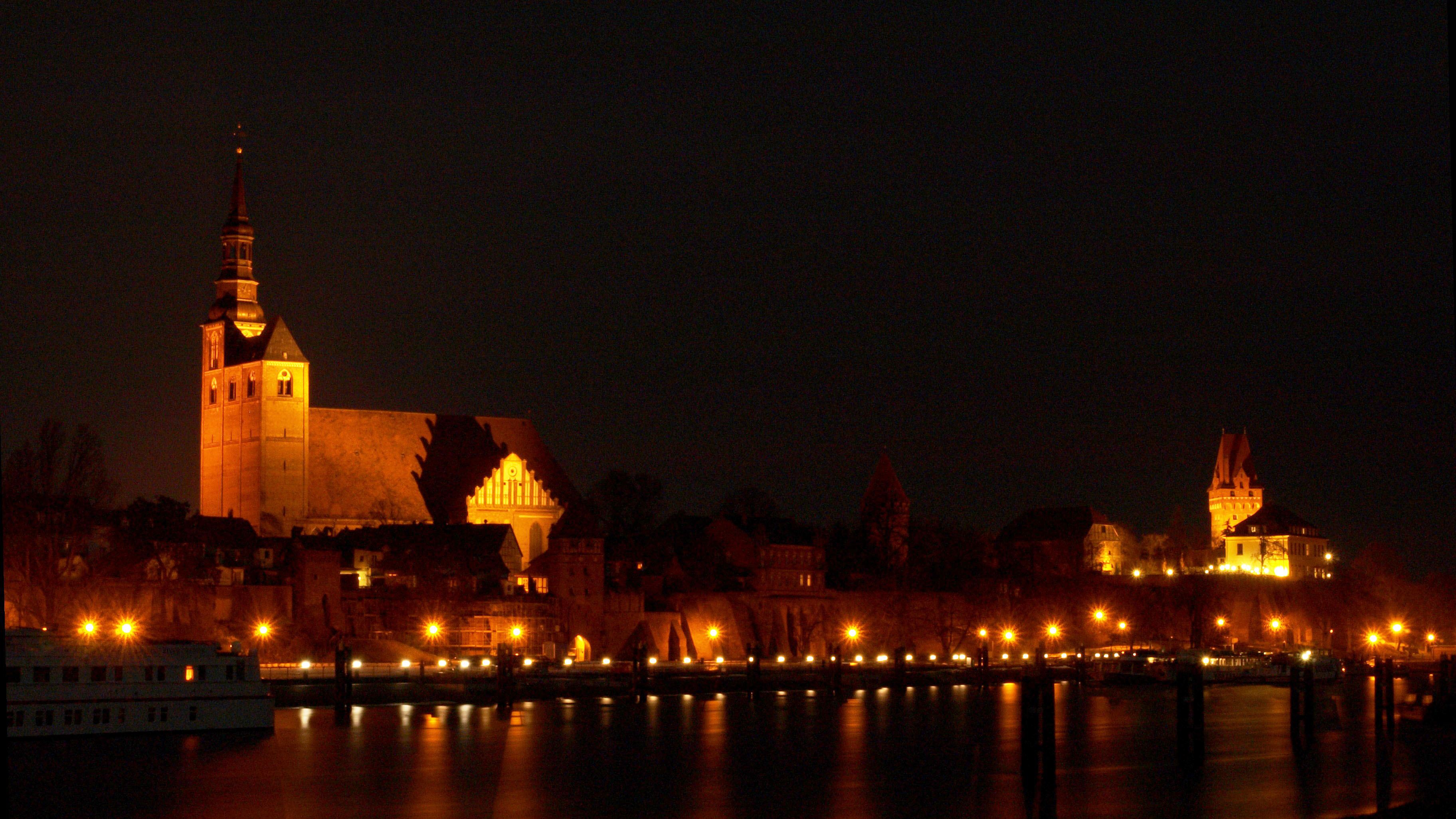
Panorama de nuit (2010)

- château fort avec l'ancienne salle de bal (remontant au XIVe siècle et au règne de Charles IV), la tour du chapitre et la tour aux prisonniers.
- Sur la place du Marché, l'hôtel de ville médiéval, édifié en 1430, avec sa façade de style gothique flamboyant, constitue l'un des morceaux de bravoure du gothique de brique allemand. Il abrite aujourd'hui le Heimatmuseum. On peut comprendre le contexte où vivait Grete Minde, jeune orpheline condamnée au bûcher pour avoir provoqué le grand incendie de 1617.
- L'église Saint-Étienne de Tangermünde, avec son orgue, œuvre du facteur d'orgues hambourgeois Hans Scherer le Jeune ; ses croisées d'ogives et sa tour-lanterne, qui est la plus haute des douze tours de la ville.
- La chapelle Sainte-Élisabeth de Tangermünde, appelée également Salzkirche, remonte sans doute au règne du margrave Jean Ier. Elle n'est cependant mentionnée dans les actes officiels qu'en 1456. Au début du XVIIIe siècle, les autorités prussiennes en firent un entrepôt de sel et de céréales. C'est aujourd'hui une galerie d'exposition.
- Les remparts pratiquement intacts avec trois magnifiques portes : la porte de Hünerdorf, la porte de Neustadt et la porte de l'Elbe : deux tours appelées Putinnen, dont l'une a conservé l'escalier d'un authentique « poterne ».
- La « tour aux Hiboux » (Eulenturm)
- La tour à grain (Schrotturm)
- Le Rossfurt, un passage couvert par lequel les eaux de l'Elbe étaient drainées jusqu'au XIXe siècle
- Les escaliers pavés du Steigberg

Il y a dans le centre-ville de nombreuses maisons médiévales, dont la vieille école au n°40 de la Kirchstraße, qui fait aujourd'hui fonction de maison d'hôtes.

### Musées et autres attractions
- Le musée du Château (Burgmuseum) occupe le corps de logis de l'ancien gouverneur de la place ; remontant à 1453, c'est la plus ancienne maison d'habitation de la ville.
- La Salzkirche accueille aujourd'hui des expositions et des concerts.
- Le musée historique (Stadtgeschichtliche Museum) se trouve dans l'ancien hôtel de ville
- L'écomusée Zeitzeug am Eulenturm est consacrée à la vie quotidienne dans la Vieille-Marche de Brandebourg (Altmark) depuis deux siècles
- Une forge vieille de plus de 300 ans a été remise en fonction : des démonstrations y sont données par des artisans.
- La fontaine du parvis de l'église.

### Monuments et curiosités touristiques
- Statue de l'empereur Charles IV sur les remparts du château, bronze en pied de Ludwig Cauer, inaugurée en 1900
- Statue de l'électeur Frédéric Ier de Brandebourg sur les remparts du château ; bronze en pied de Ludwig Manzel, inauguré en 1912
- Statue de Grete Minde devant l'hôtel de ville ; statue en bronze grandeur nature, exécutée par Lutz Gaede, et inaugurée en 2009
- Monument aux morts des soldats et victimes civiles, qui trouvèrent la mort après la destruction du dernier pont franchissant l'Elbe, le 12 avril 1945
- Stèle à la mémoire des militants Ernst Drong et Fritz Schulenburg, premières victimes des militants nazis en 1933 (dans le Stadtfriedhof)
- Stèle commémorative sur le fronton de l'Hôtel de Ville, en mémoire des 100 cent autres adversaires politiques des nazis
- Stèle commémorative dans le quartier de Billberge, en mémoire de deux déportés polonais pendus pour leurs relations avec des femmes allemandes.

## Personnalités liées à la ville
- Ludwig von Borstell (1773-1844), général né à Tangermünde.
- Karl Heinrich Emil Alexander von Borstell (1778-1856), général né à Tangermünde.

### Source
- (de) Cet article est partiellement ou en totalité issu de l’article de Wikipédia en allemand intitulé « Tangermünde » (voir la liste des auteurs).
- Sigrid Brückner (éd.) Tangermünde - 1000 Jahre Geschichte. Verlag Janos Stekovics, Dößel 2008,  (ISBN 978-3-89923-217-2)
- Heinrich Trost: Tangermünde (Kunstgeschichtliche Städtebücher). Leipzig 1965